# Американське Самоа на літніх Олімпійських іграх 2016
Американське Самоа на літніх Олімпійських іграх 2016 року було представлене 4 спортсменами в 3 видах спорту. Жодної медалі спортсмени Американського Самоа не завоювали.

## Спортсмени
| Дисципліна     | Чоловіки | Жінки | Разом |
| -------------- | -------- | ----- | ----- |
| Легка атлетика | 1        | 1     | 2     |
| Дзюдо          | 1        | 0     | 1     |
| Важка атлетика | 1        | 0     | 1     |
| Разом          | 3        | 1     | 4     |

## Легка атлетика
Легенда
- Note – для трекових дисциплін місце вказане лише для забігу, в якому взяв участь спортсмен
- Q = пройшов у наступне коло напряму
- q = пройшов у наступне коло за добором (для трекових дисциплін - найшвидші часи серед тих, хто не пройшов напряму; для технічних дисциплін - увійшов до визначеної кількості фіналістів за місцем якщо напряму пройшло менше спортсменів, ніж визначена кількість)
- NR = Національний рекорд
- N/A = Коло відсутнє у цій дисципліні
- Bye = спортсменові не потрібно змагатися у цьому колі

Трекові і шосейні дисципліни
| Спортсмен     | Дисципліна                   | Попередній забіг | Попередній забіг | Чвертьфінал      | Чвертьфінал      | Півфінал         | Півфінал         | Фінал            | Фінал            |
| Спортсмен     | Дисципліна                   | Час              | Місце            | Час              | Місце            | Час              | Місце            | Час              | Місце            |
| ------------- | ---------------------------- | ---------------- | ---------------- | ---------------- | ---------------- | ---------------- | ---------------- | ---------------- | ---------------- |
| Айзек Сілафау | біг на 100 метрів (чоловіки) | 11.51            | 5                | Завершив виступ  | Завершив виступ  | Завершив виступ  | Завершив виступ  | Завершив виступ  | Завершив виступ  |
| Джордан Магео | біг на 100 метрів (жінки)    | 13.72            | 6                | Завершила виступ | Завершила виступ | Завершила виступ | Завершила виступ | Завершила виступ | Завершила виступ |

## Дзюдо
| Спортсмен           | Категорія           | 1/32 фіналу        | 1/16 фіналу                 | 1/8 фіналу         | Чвертьфінали       | Півфінали          | Втішний поєдинок   | Фінал / БМ         | Фінал / БМ      |
| Спортсмен           | Категорія           | Суперник Результат | Суперник Результат          | Суперник Результат | Суперник Результат | Суперник Результат | Суперник Результат | Суперник Результат | Місце           |
| ------------------- | ------------------- | ------------------ | --------------------------- | ------------------ | ------------------ | ------------------ | ------------------ | ------------------ | --------------- |
| Бенджамін Вотергаус | до 73 кг (чоловіки) | Bye                | Репіялладже (SRI) L 000–101 | Завершив виступ    | Завершив виступ    | Завершив виступ    | Завершив виступ    | Завершив виступ    | Завершив виступ |

## Важка атлетика
| Спортсмен            | Категорія           | Ривок     | Ривок | Поштовх   | Поштовх | Загалом | Місце |
| Спортсмен            | Категорія           | Результат | Місце | Результат | Місце   | Загалом | Місце |
| -------------------- | ------------------- | --------- | ----- | --------- | ------- | ------- | ----- |
| Танумафілі Джангблут | до 94 кг (чоловіки) | 141       | DNF   | —         | —       | —       | DNF   |